# 예낭풍물지
《예낭풍물지》는 1984년 5월 5일에 방영된 TV문학관이다.

## 줄거리
주인공(정운용)은 예기치 못한 사기 사건에 휘말려 징역 15년을 선고받는다. 그러나 복역 중 위암으로 형 집행이 정지되어 고향인 예낭으로 돌아간다. 그의 어머니(안영주)는 생선 장사를 해가며 아들의 병을 고치기 위해 눈물겹도록 애쓰는데...

## 출연
- 정운용
- 안옥희
- 연운경
- 안영주
- 장미자
- 한혜경
- 박재주
- 안병경
- 김미영
- 서상익
- 이경표
- 윤성국
- 홍유진
- 김재만
- 김기복
- 이종남
- 길춘영
- 이기원